# Környezetpolitika
A környezetpolitika a döntéshozók által alkalmazott stratégia és taktika a környezetvédelmet  és a természetvédelmet érintő kérdésekben. A környezetpolitika a közügyekkel való törődést is magában foglalja.

## Állami környezetpolitika
Az állami környezetpolitika az adott állam politikájának a része.

### Bős- Nagymaros példája
Magyarországon a pártállam idején született a megállapodás az akkori Csehszlovákiával a Bős-nagymarosi vízlépcsőrendszer megépítéséről, amellyel szemben a Magyar Tudományos Akadémia állást foglalt 1983-ban. A Németh-kormány végül –  elsősorban a civilszervezetek nyomására – 1987-ben felfüggesztette a munkálatokat, majd az Antall-kormány 1991-ben felmondta a szerződést.

## Külső hivatkozások
- Szelektív hulladékgyűjtés